# 常用時
常用時（じょうようじ）（英語: civil time）とは、日常生活で一般に使用される時刻系である。平均太陽の南中する正午を1日の中央とし、その半日前に当たる正子を0時と定め、これを日界（一日の起点・終点）とする。
太陽の南中する正午は経度によって異なるため、地域によって異なる地方時である。一般にはその土地の所在する政府が定める標準時による。なお、サマータイムを実施する地域においてはサマータイムの期間中は1時間早まる。標準時による常用時は時計（12時間表示）に表示される地方時刻として用いられる。
天文学で常用時が採用されるようになったのは1925年1月1日以降である。天文学では1925年まで、クラウディオス・プトレマイオス の創始による「天文時」（astronomical time）を使用していた。天文時は正午（常用時における昼の12時）を日界とする時系列である。その理由は、天文観測は主として夜間に行われるので、観測中に日付が変わる煩雑さを避けるためであった。しかしアメリカ合衆国、イギリス、フランスの合意に基づき、天文学でも1925年1月1日以降は、正子（深夜0時）を一日の起点とする常用時を用いるようになった。ただし、ユリウス通日については、引き続き正午を起点とする定義としている。